# 484 (число)
484 (четыреста восемьдесят четыре) — натуральное число, расположенное между числами 483 и 485. Оно не является простым числом, а относительно последовательности простых чисел расположено между 479 и 487.

## В математике
- 484 является чётным трёхзначным числом.
- 484 является квадратным, 19-угольным, 82-угольным и центрированным 23-угольным числом[2].
- 484=22² — таким образом это число-палиндром, являющиеся квадратом числа-палиндрома[3]. Среди трёхзначных чисел подобным свойством обладают также 121 и 676[4]. Число также остаётся палиндромом, будучи записанным в троичной системе счисления[5].